# Кардвел (Монтана)
Кардвел (енгл. Cardwell) насељено је место без административног статуса у америчкој савезној држави Монтана.

## Демографија
По попису из 2010. године број становника је 50, што је 10 (25,0%) становника више него 2000. године.
| Група             | 2000.      | 2010.      |
| Белци             | 39 (97,5%) | 49 (98,0%) |
| Афроамериканци    | 0 (0,0%)   | 0 (0,0%)   |
| Азијати           | 0 (0,0%)   | 0 (0,0%)   |
| Хиспаноамериканци | 1 (2,5%)   | 0 (0,0%)   |
| Укупно            | 40         | 50         |